# Jesús María (község, Aguascalientes)
Jesús María község Mexikó Aguascalientes államának középső részén, az aguascalientesi agglomeráció része. 2010-ben lakossága kb. 100 000 fő volt, ebből mintegy 43 000-en laktak a községközpontban, Jesús María városában, a többi 57 000 lakos a község területén található 234 kisebb településen élt.

## Fekvése
Az állam középső részén elterülő község a Nyugati-Sierra Madre hegység és a Mexikói-fennsík találkozásánál fekszik, 1900 és 2600 méteres tengerszint feletti magasságok között. Keleti része, ahol a községközpont, Jesús María és a legtöbb település is található, alacsonyabban fekvő, viszonylag sík vidék, nyugatabbra kezdődnek a hegyek. Északnyugaton találhatók legmagasabb csúcsai, a La Campana és az El Colorín. Bár a csapadék éves mennyisége nem indokolná, de időbeli egyenetlen eloszlása miatt a község minden vízfolyása időszakos. Közülük jelentősebbek az El Puerto, az El Álamo, a Milpillas, a San Isidro, a San Pedro, a Las Escobas, az El Colorín, a Texas, a Chicalote, a Los Caños, a Tampico, a Rancho Seco, az Hondo és a La Gloria. Legnagyobb vízfelülete, mely nem szárad ki, a General Abelardo L. Rodríguezről elnevezett víztározó. A község területének 32%-át hasznosítják növények termesztésére (főként keleten és délnyugaton), 34%-ot rétek, legelők foglalnak el, a fennmaradó részt pedig főként erdők és vadon borítja.

## Népesség
A község lakóinak száma a közelmúltban rendkívül gyorsan növekedett, a változásokat szemlélteti az alábbi táblázat:
| Év   | Lakosság |
| ---- | -------- |
| 1990 | 41 092   |
| 1995 | 54 476   |
| 2000 | 64 097   |
| 2005 | 82 623   |
| 2010 | 99 590   |

## Települései
A községben 2010-ben 235 lakott helyet tartottak nyilván, de nagy részük igen kicsi: 103 településen 10-nél is kevesebben éltek. A jelentősebb helységek:
| Település                               | Lakosság (2010) |
| --------------------------------------- | --------------- |
| Jesús María (községközpont)             | 43 012          |
| Jesús Gómez Portugal (Margaritas)       | 11 589          |
| Paseos de Aguascalientes                | 4432            |
| Fraccionamiento Arboledas Paso Blanco   | 3313            |
| Corral de Barrancos                     | 3158            |
| El Llano                                | 2571            |
| Maravillas                              | 2208            |
| Paso Blanco                             | 1709            |
| Tepetates                               | 1683            |
| General Ignacio Zaragoza (Venadero)     | 1630            |
| Fraccionamiento Paseos de las Haciendas | 1596            |
| Valladolid                              | 1411            |
| San Antonio de los Horcones             | 1254            |
| Los Arquitos                            | 1120            |
| Miravalle                               | 1071            |
| Ejido la Guayana (Rancho Seco)          | 1028            |